# Nephrotoma subalterna
Nephrotoma subalterna är en tvåvingeart som beskrevs av Oosterbroek 1984. Nephrotoma subalterna ingår i släktet Nephrotoma och familjen storharkrankar. Inga underarter finns listade i Catalogue of Life.